# Gabriele Magni
Gabriele Magni (* 3. Dezember 1973 in Pistoia) ist ein ehemaliger italienischer Florettfechter.

## Erfolge
Gabriele Magni gewann mit der Mannschaft 2000 in Funchal Bronze bei den Europameisterschaften. Bei den Olympischen Spielen 2000 in Sydney sicherte er sich gemeinsam mit Daniele Crosta, Salvatore Sanzo und Matteo Zennaro in der Mannschaftskonkurrenz die Bronzemedaille. Nach einem Auftaktsieg gegen die Ukraine unterlag die italienische Equipe im Halbfinale China. Das Gefecht um Bronze, bei dem Magni zu seinem einzigen Turniereinsatz kam, wurde gegen Polen mit 45:38 gewonnen.
2000 wurde Magni zum Ritter des Verdienstordens der Italienischen Republik ernannt.